# Пшенславиці (Груєцький повіт)
Пшенславиці (пол. Przęsławice) — село в Польщі, у гміні Пневи Груєцького повіту Мазовецького воєводства.
Населення — 174 особи (2011).
У 1975-1998 роках село належало до Радомського воєводства.

## Демографія
Демографічна структура станом на 31 березня 2011 року:
|          | Загалом | Допрацездатний вік | Працездатний вік | Постпрацездатний вік |
| -------- | ------- | ------------------ | ---------------- | -------------------- |
| Чоловіки | 86      | 22                 | 58               | 6                    |
| Жінки    | 88      | 19                 | 50               | 19                   |
| Разом    | 174     | 41                 | 108              | 25                   |